# 46-й саммит G7
46-й саммит «Большой семерки» (G7) — отменëнная международная встреча на высшем уровне которая должна была пройти 10-12 июня 2020 года в Кэмп-Дэвид, США. Однако впоследствии саммит был отменен из-за пандемии COVID-19.

## Проблема выбора места проведения саммита

### Попытка провести саммит на курорте Трампа
Выбор места проведения встречи лидеров стран «Большой семерки» изначально был спорным. Секретная служба США первоначально проверяла 10 мест для возможного проведения будущего саммита. Однако впоследствии сократила этот список до четырёх (на Гавайях, в Юте, Северной Каролине и Калифорнии). Позже они вычеркнули из списка возможных мест Северную Каролину и Калифорнию и по указанию президента Дональда Трампа добавили возможность размещения в Trump National Doral Miami (частном курорте самого Трампа) в Майами.
17 октября 2020 года исполняющий обязанности главы аппарата Белого дома Мик Малвейни объявил что саммит пройдет в Trump National Doral Miami и исключил возможность потенциального конфликта интересов и перспективы того что президент лично получит выгоду от официального мероприятия. После чего, спустя два дня, после двухпартийной критики Трамп объявил что саммит Большой семерки не будет проходить в его гольф-клубе.

### Выбор Кэмп-Дэвида
3 декабря 2019 года было объявлено что будущий саммит пройдет в загородной резиденции президента США Кэмп-Дэвиде. Там же проходил и 38-й саммит G8 при президестве Барака Обамы.

## Отсрочка и отмена
В ответ на пандемии COVID-19 президент Дональд Трамп отменил встречу лидеров в Кэмп-Дэвид, однако заявил что саммит может пройти в формате видеоконференции или же в самом Белом доме. В конце 2020 года канцлер Германии Ангела Меркель отклонила приглашения Трампа посетить встречу летом 2020 года, сославшись на пандемию коронавируса. Позже президент Франции Эмманюэль Макрон и премьер-министр Великобритании Борис Джонсон сошлись во мнение что вся «Большой семерки» должна присутствовать на саммите лично. 30 мая 2020 Трамп перенёс саммит минимум до сентября 2020.
В августе Трамп заявил о желании отложить встречу лидеров до выборов в ноябре. Впоследствии саммит так и не состоялся.

## Участие России
2 июля 2020 года президент Дональд Трамп инициировал телефонный разговор с Владимиром Путиным с предложением пригласить его на саммит. (Россия стала членом «Большой восьмёрки» в 1997 году, однако из-за агрессивных действий, в частности аннексии Крыма её исключили). Однако против приглашения Путина на саммит выступили представители Канады, Великобритании и Европейского союза.
10 августа 2020 года Трамп заявил, что ещё не решил, приглашать ли Путина, но в итоге это не имело значения, поскольку саммит так и не состоялся.

## Участники
Этот саммит должен был стать последним для премьер-министра Японии Синдзо Абэ, президента США Дональда Трампа и премьер-министр Италии Джузеппе Конте. Однако в конечном итоге он был отменен из-за пандемии коронавируса.
| Страна           | Представитель        | Должность             |
| Канада           | Джастин Трюдо        | Премьер-министр       |
| Франция          | Эмманюэль Макрон     | Президент             |
| Германия         | Ангела Меркель       | Канцлер               |
| Италия           | Джузеппе Конте       | Премьер-министр       |
| Япония           | Синдзо Абэ           | Премьер-министр       |
| Великобритания   | Борис Джонсон        | Премьер-министр       |
| США              | Дональд Трамп        | Президент             |
| Европейский союз | Урсула фон дер Ляйен | Председатель комиссии |
| Европейский союз | Шарль Мишель         | Председатель совета   |

- Премьер-министр Канады Джастин Трюдо
- Президент Франции Эмманюэль Макрон
- Федеральный канцлер Германии Ангела Меркель
- Премьер-министр Италии Джузеппе Конте
- Премьер-министр Японии Синдзо Абэ
- Премьер-министр Великобритании Борис Джонсон
- Президент США Дональд Трамп
- Председатель Европейской комиссии Урсула фон дер Ляйен
- Председатель Европейского совета  Шарль Мишель

## Приглашённые участники
| Страна           | Представитель  | Должность                 |
| Австралия        | Скотт Моррисон | Премьер-министр Австралии |
| Бразилия         | Жаир Болсонару | Президент Бразилии        |
| Индия            | Нарендра Моди  | Премьер-министр Индии     |
| Республика Корея | Мун Чжэ Ин     | Президент Южной Кореи     |

- Скотт Моррисон, Премьер-министр Австралии
- Жаир Болсонару, Президент Бразилии
- Нарендра Моди, Премьер-министр Индии